# KL Jay
KL Jay, nome artístico de Kleber Geraldo Lelis Simões (São Paulo, 10 de agosto de 1969), é um empresário e DJ brasileiro, integrante do grupo de rap Racionais MC's. Cabe a ele a criação das beats, ou bases, do grupo –  as batidas que acompanham o lírico, dando o ritmo certo para o canto dos versos.

## Biografia
Kleber Geraldo Lelis Simões começou sua carreira em 1984, quando fazia bailes em residências ao lado de seu atual companheiro no grupo Racionais MC's, Edi Rock. Tape deck, aparelhos três em um, fitas cassetes e alguns vinis eram os meios que faziam com que as festas seguissem as madrugadas nas vizinhanças da zona norte de São Paulo.
Anos depois, após ter visto um vídeo com a performance de um dos mais importantes nomes do cenário hip-hop, o DJ Cash Money, Kl Jay se identificou com a arte dos toca-discos. Mas foi somente após ter presenciado os scratches do DJ Easy Lee, do rapper Kool Moe Dee, em um show no Club House em Santo André, que ele teve a certeza: "Eu sou isso".
Juntamente com Mano Brown, Ice Blue e Edi Rock, fundou o Racionais MC's no fim dos anos 80. Com o rapper Xis criou a gravadora que depois se tornou produtora de eventos e confecção, a 4P. Foi nessa gravadora que também lançou seu álbum solo KL Jay na Batida - Vol III, em 2002, que conta com a participação de vários artistas do hip-hop. Ao lado de Xis, Kl Jay produziu por 10 anos o mais importante campeonato de DJs do país – O HIP HOP DJ –, que revelou renomados nomes como Cia, King, Marco, Nuts, Tano, Hadji, Will, Ajamu, Erick Jay, RM entre outros.
Kl Jay é sócio da gravadora Cosa Nostra juntamente com o Racionais MC's, e possui um selo individual, o Equilíbrio, que já lançou os álbuns dos grupos Sistema Negro, Cagebê e Relatos da Invasão.
Foi apresentador do Yo! MTV, discotecou de 1994 a 1996 na badalada Soweto, casa noturna que marcou a cultura hip-hop em São Paulo e tocou no Clube da Cidade de Diadema entre 1999 e 2002. Atualmente, se apresenta todas as quintas-feiras junto com os DJs Ajamu, Marco e Will na festa conhecida por Sintonia, projeto que acontece há seis anos e viaja por todo o país dividindo o tempo em shows com o Racionais MC's, discotecagem em casas noturnas, oficinas de DJ e o seu atual projeto solo, a Fita Mixada - Rotação 33, lançada em junho de 2008. É pai de DJ Kalfani, integrante do grupo Pollo.
Em 2024, anunciou um novo empreendimento, o Katarina Bar. O estabelecimento, localizado em São Paulo, é focado em alimentação vegana e programação musical.
Já em 6 de março de 2025 foi agraciados com o título de Doutor Honoris Causa pelo Instituto de Filosofia e Ciências Humanas (IFCH) da Unicamp.

## Discografia

### Álbuns com Racionais MC's
- (1990) Holocausto Urbano
- (1992) Escolha o Seu Caminho
- (1993) Raio-X do Brasil
- (1994) Racionais MC's
- (1997) Sobrevivendo no Inferno
- (2001) Racionais MC's Ao Vivo
- (2002) Nada como um Dia Após o Outro Dia
- (2006) 1000 Trutas, 1000 Tretas
- (2014) Cores & Valores

### Coletâneas
- (1994) Racionais MC's

### Álbuns ao vivo
- (2001) Racionais MC's Ao Vivo
- (2006) 1000 Trutas, 1000 Tretas
- (2023) Racionais 3 Décadas

### DVDs
- (2006) 1000 Trutas, 1000 Tretas

### Álbuns solo
- (2003) KL Jay na Batida - Vol III
- (2008) Fita Mixada - Rotação 33
- (2018) KL Jay na Batida - Vol II

## Prêmios
| Ano  | Prêmio       | Categoria                              | Ref   |
| ---- | ------------ | -------------------------------------- | ----- |
| 2000 | Prêmio Hutúz | Personalidade do Ano                   | [ 4 ] |
| 2001 | Prêmio Hutúz | Produtor musical                       | [ 5 ] |
| 2002 | Prêmio Hutúz | DJ de Grupo                            | [ 6 ] |
| 2002 | Prêmio Hutúz | Produtor Musical                       | [ 6 ] |
| 2002 | Prêmio Hutúz | Melhores Produtores Musicais da década | [ 7 ] |